# 亚欧会议
亚欧会议（英語：Asia-Europe Meeting，ASEM）是亚洲和欧洲国家政府间论坛。

## 發展背景及歷程
该论坛是新加坡总理吴作栋在1994年10月访问法国时提出论坛的初步构想并得到各国家积极响应。欧洲联盟部长理事会于1995年3月正式通过支持召开亚欧会议的决议。在亚洲的东盟各国及中国、日本、韩国也对此构想给予积极支持。
1996年3月，第一届会议在泰國曼谷召开。参加会议的国家有當時欧盟15个成员国、欧盟委员会和亚洲「东盟加三」（中日韓）等10个国家，共26个成員。
成員國於此會議中明確提出了亞歐會議的宗旨、合作領域及指導原則。會議中將政治對話、經濟合作、教育與文化確定為亞歐會議的三大支柱。政治上包括兩年舉行一次的領袖會議以及外交部長會議；經濟上有財經部長會議以及亞歐商業論壇；文化上則有亞歐青年領袖會議以及亞歐文化與文明會議等。此會議中並通過亞歐合作的基本原則，強調「對話應在遵循相互尊重、平等、促進基本權利和根據國際法的規定和義務，互不以直接或間接的方式干涉內政的原則基礎上進行」，而目的是「在亞、歐兩大洲之間促進新型與全面的夥伴關係，加強相互間的對話、了解與合作，為經濟和社會發展創造有利的條件，維護世界的和平與穩定」。
在亞歐會議的架構下，東亞國家首次以東盟加三的形式出現，與歐盟進行對話與交流，這既彌補了亞、歐間缺乏聯繫渠道的不足，也為東北亞三國和東盟提供了交流的平臺，從而催生了東亞國家「10+3」的區域合作。此後，亞歐會議每兩年輪流在亞洲和歐洲舉行一次首脑會議：
1997年2月，亞歐會議的成員國成立了亞歐基金會（Asia Europe Foundation, ASEF），總部設於新加坡，為該會議最重要的常設性組織，旨在加強兩洲各國之間人民與文化的交流，這對於亞歐會議的發展以及亞歐關係的改善有很大的幫助。總幹事為最高領導人。
為在東亞的經濟整合上取得領先的地位，由歐盟所領導的亞歐會議與美國所領導的亞太經濟合作會議在亞洲形成兩股競爭的勢力。而亞歐會議很有可能後來居上，超越亞太經濟合作會議而成爲加速東亞整合的主要力量，對美、歐、亞之間的關係產生衝擊。
由於俄烏戰爭，亞歐會議陷入停滯不前至今。

## 歷屆亞歐首腦會議
- 第一屆首腦會議：1996年3月1-2日，泰國曼谷
- 第二屆首腦會議：1998年4月3-4日，英國倫敦
- 第三屆首腦會議：2000年10月20-21日，韓國首爾
- 第四屆首腦會議：2002年9月22-24日，丹麥哥本哈根
- 第五屆首腦會議：2004年10月7-9日，越南河內
  - 2004年10月7日，在越南河内召开的第五屆亚欧首脑会议正式接纳扩欧盟新增的10个会员国和亚洲的老挝、缅甸、柬埔寨3国为新成员，会员国总数达39个。
- 第六屆首腦會議：2006年9月10-11日，芬蘭赫爾辛基
  - 2006年9月，在赫爾辛基舉行第六屆首脑會議決定接納保加利亞、羅馬尼亞、蒙古、印度、巴基斯坦和東盟秘書處等6個新成員，使成員總數增至45個。但於2008年在中國北京舉行的第七屆亞歐首脑會議才正式加入。
- 第七屆首腦會議：2008年10月24-25日，中国北京
- 第八屆首腦會議：2010年10月4-5日，比利時布魯塞爾，会议主题是“改善民生，提高公民福利和尊严”。
  - 2010年10月，在布魯塞爾舉行第八屆首脑會議接受澳洲，新西蘭及歐亞國家俄羅斯加入。成員總數增至48個。
- 第九屆首腦會議：2012年11月5-6日，老撾萬象，会议主题是“和平挚友、繁荣伙伴”。[6]
  - 2012年11月，在寮國萬象舉行的第九屆亞歐首脑會議接受孟加拉，挪威及瑞士加入。成員總數增至51個。
- 第十屆首腦會議：2014年10月16-17日，意大利米蘭，会议主题为“构建负责任伙伴关系，促进可持续增长与安全”。
  - 2014年10月，在意大利米蘭舉行的第九屆亞歐首脑會議接受哈薩克和克羅地亞加入。成員總數增至53個。
- 第十一屆首腦會議：2016年7月15-16日，蒙古烏蘭巴托。会议主题是“亚欧伙伴二十载，互联互通创未来”。
- 第十二屆首腦會議：2018年10月18-19日，比利時布魯塞爾。会议主题是“歐洲和亞洲：全球夥伴應對全球挑戰”。
- 第十三屆首腦會議：2021年11月25-26日，柬埔寨金邊。原定2020年举行，因新冠疫情推迟，并以视频会议进行。
- 第十四屆首腦會議：預定2023年歐洲

## 亞歐各國想法背景

### 新加坡
1994年，當時新加坡總理吳作棟及資政李光耀在世界經濟論壇——歐洲東亞經濟高峰會所發表演說中提出，從國際區域間關係來看，亞洲及歐洲缺乏諸如跨大西洋連結（北大西洋公約組織)、跨太平洋連結（亞太經合會）等合作模式。之後他在訪問歐洲各國時，亦提及亞洲應該與歐洲建立一個類似亞太經合會的最高層次對話機制，獲得法國等歐洲國家的迴響。

### 東協國家
東協國家立場基本上與新加坡是一致的。一方面希望歐盟介入以平衡區域內中、美、日勢力，另一方面希望加強對歐關係。

### 日本
最初日本是採取觀望的態度，尤其是試探美國的看法。但是當日本發現美國並不重視亞歐會議後，轉而積極參與，希望藉由亞歐會議能促進雙邊關係，並且能夠平衡美國的勢力。

### 中國
中華人民共和國對於亞歐會議則抱持樂觀其成的態度，認為亞歐會議一方面可以促進中國與歐洲國家之間的交流與認識，另一方面有助於取得歐洲的資金與技術。其出席的代表為中華人民共和國國務院總理。

### 歐洲
由於亞洲四小龍、東協國家及中國的高經濟成長，使得歐盟執委會於1994年7月所發布的「邁向新亞洲策略」（Towards a New Asia Strategy）中就宣明歐盟對於亞洲，尤其雙邊經貿與政治往來的新策略。另外，不論是亞洲國家或歐洲國家，均不滿意冷戰後由美國主導的單邊體系，因此均企圖加強亞歐關係以平衡美國主導。

## 亚欧会议成员
至2014年10月，有53個国家及組織:
亚洲（20个成员国及1个组织）：
 中华人民共和国、 日本、 、 新加坡、 蒙古国、 、 泰國、 越南、 巴基斯坦、 印度尼西亞、 、 菲律賓、 马来西亚、 、 緬甸、 柬埔寨、 印度、 、 、 新西兰及 东南亚国家联盟。
欧洲（31个成员国及1个组织）：
 德国、 法國、 義大利、 荷蘭、 比利时、 盧森堡、 丹麦、 爱尔兰、 英国、 希腊、 西班牙、 葡萄牙、 奥地利、 芬兰、 瑞典、 賽普勒斯、 馬爾他、 匈牙利、 波蘭、 立陶宛、 捷克、 斯洛維尼亞、 爱沙尼亚、 拉脫維亞、 斯洛伐克、 保加利亚、 羅馬尼亞、 、 俄羅斯、 挪威、 瑞士及 欧盟。
註： 賽普勒斯加入欧盟后，當中並不包括 北賽普勒斯。
註： 俄羅斯和 是跨大陸國家。
註： 、 新西兰是大洋洲國家。

## 框架内的相关会议
- 亚欧首脑会议
- 亚欧财长会议
- 亚欧外长会议
- 亚欧教育部长会议
- 亞歐文化與文明會議
- 亞歐商業論壇
- 亞歐青年領袖會議
- 亞歐人民論壇

## 其他
亞歐會議沒有秘書處。

## 外部連結
- 亞歐會議的介紹（英文）
- 亞歐會議資訊板（页面存档备份，存于）（英文）
- 亞歐基金會（页面存档备份，存于）（英文）
- 亞歐會議研究平臺（英文）
- 亞歐人民論壇（页面存档备份，存于）（英文）